# Xserve
Xserve（エックスサーブ）は、Appleが開発・販売していた、1Uラックマウントサイズのサーバ製品の名称、またはその派生および後継製品の総称である。最終モデルは、CPUにIntel Xeon 5500を搭載し、lights-out management (LOM) に対応している。
オペレーティングシステムとしてMac OS Xをベースにサーバ利用に特化したMac OS X Server Unlimitedライセンスをバンドルし、リモート管理ソフトサーバモニタと、シリアルポートが搭載されている。ラックマウントサーバという性格上、Xserve G5まではビデオカードはオプションであったが、ユーザからの要望によりXeon搭載モデルからはメザニンボードとして標準搭載されている。

## 歴史
- 2002年5月17日:Motorola PowerPC 7455 1.0GHzプロセッサを搭載したXserveを2002年6月下旬より発売と発表[2]。
- 2003年2月10日: Motorola PowerPC 7455 1.33GHzプロセッサ, FireWire 800を搭載したXserve (slot-loding)を発表[3]。
- 2004年1月6日:IBM PowerPC 970FX 2.0GHzプロセッサ搭載のXserve G5を3月下旬より発売予定と発表[4]。
- 2005年1月5日:IBM PowerPC 970FX 2.3GHzプロセッサ搭載のXserve G5を1月下旬より発売予定と発表[5]。
- 2006年8月7日: Intel Xeon 5100 プロセッサ搭載のXserveを10月より発売予定と発表[6]。実際には11月20日になるまで出荷されなかった。
- 2008年1月8日: Intel Xeon 5400 プロセッサ搭載のXserveを発表、発売開始[7]。
- 2009年4月7日: Intel Xeon 5500 プロセッサ搭載のXserveを発表、発売開始[8]。
- 2010年11月4日: Xserve、2011年1月31日で販売終了と発表[9]。後継機種がない為、Mac Pro ServerとMac mini Serverを利用するように移行ガイドが公開された[10]。
- 2020年1月15日: しばらくラックマウント製品の後継機が存在しなかったが、Mac Pro (Rack, 2019)が発売された[11]。

## 仕様
2009年4月7日発表と同時に発売開始 - 2011年1月31日で販売終了 - 2016年3月16日の時点でサポート終了
- OS : Mac OS X Server v10.5.6〜 v10.6 (Leopard Server, Snow Leopard Server)、OS X El Capitanまで対応
- CPU：Xeon 5500 2.26GHz 1個（4コア、仮想8コア）、もしくは2.26GHz、2.66GHz、2.93GHz 2個搭載（8コア、仮想16コア）
- メモリー：最大48GB (1066MHz DDR3 ECC DIMM 12スロット)
- ハードディスク：160 GB シリアルATA、最大6TBまで拡張可能、SAS対応、ホットプラグ対応
- ソリッドステートドライブ:128GB (オプション、ドライブベイ非占有)
- 光学式ドライブ：2層記録型対応 8x SuperDrive(DVD±R/RW)
- 内蔵ビデオ回路: Nvidia GeForce GT 120 PCI Express（256MBのGDDR3 SDRAM、Mini-DisplayPort）
- 入出力ポート:オンボード搭載のギガビットEthernetインターフェイス（10/100/1000BASE-T）2基：バックパネルにFireWire 800ポート2基、USB 2.0ポート2基、DB-9シリアルポート1基。フロントパネルにUSB 2.0ポート1基。
- PCI Expressスロット： ハーフレングス（6.6インチ）16レーン PCI Express 2.0 スロット1基、9.25インチ 16レーンPCI Express 2.0 スロット1基。
- PCI拡張オプション：以下のオプションが選択できる。
  - PCI Express Dual-cahnnel 4Gb Fibre Channel card
  - PCI Express Quad-channel 4Gb Fibre Channel card
  - PCI Express Dual-channel Gigabit Ethernet card
- サイズ、重量：4.4cm（高さ）×44.7 cm（幅）×76.2 cm（奥行き）14.0kg（基本構成）
- PCI Expressスロットを消費しない、専用Xserve RAIDカードがオプションとして用意され、内蔵のSATA/SAS HDDでハードウェアRAID 0/1/5/および拡張JBODに対応出来る。
- ホットスワップ対応のロードシェア型冗長電源ユニットをオプションで追加出来る。
- IPMI 2.0準拠

2008年1月8日発表と同時に発売開始
- OS : Mac OS X Server v10.5.1〜10.5.4 (Leopard Server)
- CPU：Xeon 5400 2.8GHz 1個（4コア）、もしくは2.8GHz、3.0GHz 2個搭載（8コア）
- メモリー：最大32GB (800MHz DDR2 FB-DIMM 8スロット)
- ハードディスク：80 GB シリアルATA、最大3TBまで拡張可能、SAS対応、ホットプラグ対応
- 光学式ドライブ：2層記録型対応 8x SuperDrive(DVD±R/RW)
- 内蔵ビデオ回路: ATI Radeon X1300 PCI Express（64MBのGDDR3 SDRAM、Mini-DVI-VGAアダプタ）BTOで外すことも可能
- 入出力ポート:オンボード搭載のギガビットEthernetインターフェイス（10/100/1000BASE-T）2基：バックパネルにFireWire 800ポート2基、USB 2.0ポート2基、DB-9シリアルポート1基。フロントパネルにUSB 2.0ポート1基。
- PCI Expressスロット： ハーフレングス（6.6インチ）8レーン PCI Express 2.0 スロット1基(オプションのアダプタにより133MHz PCI-Xを装着可能)、9.25インチ 16レーンPCI Express 2.0 スロット1基。
- PCI拡張オプション：以下のオプションが選択できる。
  - PCI Express Dual-cahnnel 4Gb Fibre Channel card
  - PCI Express Quad-channel 4Gb Fibre Channel card
  - PCI Express Dual-channel gigabit Ethernet card
  - PCI-X Dual-channel U320 SCSI card
- サイズ、重量：4.4cm（高さ）×44.7 cm（幅）×76.2 cm（奥行き）14.4kg（基本構成）
- PCI Expressスロットを消費しない、専用Xserve RAIDカードがオプションとして用意され、内蔵のSATA/SAS HDDでハードウェアRAID 0/1/5/および拡張JBODに対応出来る。
- ホットスワップ対応のロードシェア型冗長電源ユニットをオプションで追加出来る。
- IPMI 2.0準拠

2006年8月発表(10月発売予定と発表されていたが、10月末時点で出荷は11月中旬予定と訂正)
- OS : Mac OS X Server v10.4.7〜10.4.10 (Tiger Server)
- CPU：Xeon 5100 2.0 GHz、2.66GHz、3.0GHz 2個搭載
- メモリー：最大32GB (667MHz DDR2 FB-DIMM 8スロット)
- ハードディスク：80 GB シリアルATA、最大2.25TBまで拡張可能、SAS対応、ホットプラグ対応
- 光学式ドライブ：コンボドライブ（DVD-ROM/CD-RW）または2層記録型対応　SuperDrive(DVD±R/RW)
- 内蔵ビデオ回路: ATI Radeon X1300 PCI Express（64MBのGDDR3 SDRAM、Mini-DVI-VGAアダプタ）CTOで外すことも可能
- 入出力ポート:オンボード搭載のギガビットEthernetインターフェイス（10/100/1000BASE-T）2基：バックパネルにFireWire 800ポート2基、USB 2.0ポート2基、DB-9シリアルポート1基。フロントパネルにFireWire 400ポート1基。
- PCI Expressスロット： ハーフレングス（6.6インチ）8レーン PCI Expressスロット1基、9インチ 8レーンPCI Express(オプションのアダプタにより133MHz PCI-Xを装着可能)スロット1基。
- PCI拡張オプション：以下のオプションが選択できる。
  - PCI Express Fibre Channelカード
  - PCI ExpressデュアルチャネルギガビットEthernetカード
  - PCI-XデュアルチャネルUltra320 SCSIカード
  - PCI Express ATI Radeon X1300 (256MBビデオメモリ、デュアルリンクDVIポート) カード
- サイズ、重量：4.4cm（高さ）×44.7 cm（幅）×76.2 cm（奥行き）14.4kg（基本構成）
- 2007年8月7日より、PCI Expressスロットを消費しない、専用のXserve RAIDカードがオプションとして用意され、内蔵のSATA/SAS HDDでハードウェアRAID 0/1/5/および拡張JBODに対応出来る。
- ホットスワップ対応のロードシェア型冗長電源ユニットをオプションで追加出来る。
- IPMI 2.0準拠

2006年8月まで、Xserve G5 シングルプロセッサモデル、デュアルプロセッサモデル、クラスタモデルが発売されていた。(2006年9月終息)
- OS : Mac OS X Server v10.3〜10.4 (Panther Server, Tiger Server)
- CPU：PowerPC G5 2.0 GHz 1個または 2.3GHz 2個搭載
- メモリー：最大16GB (400MHz ECC DDR-DIMM)
- ハードディスク：80 GB シリアルATA、最大1.5TBまで拡張可能、ホットプラグ対応
- 光学式ドライブ：コンボドライブ（DVD-ROM/CD-RW）
- 入出力ポート:オンボード搭載のギガビットEthernetインターフェイス（10/100/1000BASE-T）2基：バックパネルにFireWire 800ポート2基、USB 2.0ポート2基、DB-9シリアルポート1基。フロントパネルにFireWire 400ポート1基。
- PCIスロット： フルレングスの64ビットPCI-Xスロット×2基（133MHz駆動カードは1枚、100MHz駆動カードは2枚装着可）
- PCI拡張オプション：以下のオプションが選択できる。
  - Apple Fibre Channel PCI-Xカード
  - ハードウェアRAID PCIカード
  - Gigabit Ethernet PCI-Xカード
  - デュアルチャンネルUltra320 SCSI PCI-Xカード
  - VGAポート搭載グラフィックPCIカード
- サイズ、重量：4.4cm（高さ）×44.7 cm（幅）×71.1 cm（奥行き）15.1kg（基本構成）